# جورجيا-ماي فينتون
جورجيا-ماي فينتون (من مواليد 2 نوفمبر 2000) هي لاعبة جمباز فني إنجليزية وعضوة في كل من الفريق الوطني البريطاني للجمباز وفريق الجمباز في ألعاب الكومنولث الإنجليزية. حصلت على الميدالية الذهبية في حدث عارضات غير متساوية ضمن ألعاب الكومنولث 2018 و2022 الكومنولث، هي أيضا عضوة في فريق إنجلترا الحائز على الميدالية الذهبية في عام 2022. في ، كانت جزءًا من الفريق البريطاني الفائز بالميدالية الفضية في كل من بطولة الجمباز الفني للسيدات الأوروبية 2022 وبطولة العالم للجمباز الفني 2022، قبل أن تفوز بالميدالية الذهبية وهي الأولى الفريق البريطاني للسيدات، في بطولة أوروبا للجمباز الفني 2023.
ضمن المنافسات الوطنية حققت الميدالية الذهبية ضمن المنافسات الإنجليزية لأربع مرات وحققت الميدالية الذهبية مرتين ضمن المنافسات البريطانية .